# Azmi Bishara
Azmi Bisjara (arabisk: عزمي بشارة) (født 22. juli 1956 i Nazareth) er en kristen arabisk politiker i Israel. Han grundlage den første nationale arabiske studenterunion i 1976 og har engageret sig mod israelsk konfiskation af arabisk land.
Bisjara studerede filosofi ved Humboldt-universitetet i Berlin, hvor han tog doktorgraden, og har fra 1986 ledet fakultetet for filosofi og statsvidenskab ved Bir Zait-universitetet i Ramallah.
I 1996 blev han indvalgt i Knesset, det israelske parlamentet. Han er grundlægger af Den nationale demokratiske forsamling, som repræsenterer araberne i Israel. I 1999 stillede han op til valget som en af fem statsministerkandidater i Israel, men trak sig to dage før valget.

## Publikationer
- Beitrag zur Kritik der zivilen Gesellschaft
- Der Bruch im politischen Diskurs

## Udmærkelser
- 2002: Ibn-Rushd-Preis für Freies Denken, Berlin